# 浓洄街道
浓洄街道，是中华人民共和国四川省广安市广安区下辖的一个乡镇级行政单位。

## 行政区划
浓洄街道下辖以下地区：
柑子园社区、翠屏路社区、厚街社区、新南门社区、果丰社区和水塘堡社区。